# Max Mertz
Max Mertz (* 13. Januar 1912 in Homburg; † 25. Juli 1981 in Saarbrücken) war ein deutscher Grafiker und Maler.

## Vita
1928 bis 1931 besuchte er die 1924 neu gegründete Kunst- und Gewerbeschule in Saarbrücken und durchlief dort eine Ausbildung als Maler und Grafiker. Bis zum Jahr 1936 war er beruflich in diesem Bereich tätig. Von 1936 bis 1939 studierte er Malerei an der Akademie der Bildenden Künste in Dresden bei den Professoren Wilhelm Rudolph und Karl Albiker, einem Schüler von Auguste Rodin. In den Jahren von 1940 bis 1945 leistete er seinen Wehrdienst ab, nach Kriegsende geriet er in sowjetische Gefangenschaft.
1947 siedelte er über in seine Geburtsstadt Homburg. Ein Stipendium des saarländischen Kultusministers ermöglichte ihm in den Jahren 1949–1950 ein Studium an der französischen Kunstakademie „Académie de la Grande Chaumière“ (Paris). Im Jahr 1950 wurde durch eine Gruppe saarländischer Künstler, zu denen neben Fritz Berberich, Helmut Collmann, Richard Eberle, Wolfram Huschens, Edgar Jené, Mia Münster, Jean Schuler und Fritz Zolnhofer auch Max Mertz gehörte, der Saarländische Künstlerbund neu gegründet. 1953 trat er der Darmstädter Sezession als Mitglied bei. 1956 war er eine kurze Zeit als Lehrer für Kunst an einer saarländischen Schule tätig.

## Retrospektive
Im Jahr 2022 wurde das künstlerische Wirken von Max Mertz durch eine umfangreiche Werkschau in Saarbrücken in der Galerie im KuBA (Kulturzentrum am EuroBahnhof e. V.) gewürdigt.

## Ehrungen/Auszeichnungen
- 1961  Albert-Weisgerber-Preis für Bildende Kunst, im dreijährlichen Turnus verliehener Kunstpreis der saarländischen Stadt St. Ingbert
- 1968 Kunstpreis des Saarlandes, wichtigster saarländische Kulturpreis
- 1979  Ehrengast in der Villa Massimo, Rom
- 1980  Ehrengast in der Villa Massimo, Rom